# Siqueira Campos (Paraná)
Siqueira Campos é um município brasileiro do estado do Paraná.

## Etimologia
Em homenagem ao tenente Antônio Siqueira Campos, líder revolucionário, que juntamente com o tenente Eduardo Gomes (mais tarde Brigadeiro), foram os únicos que sobreviveram, com ferimentos, ao épico Levante do Forte de Copacabana, em 1922. Esse episódio ficou conhecido como os "Dezoito do Forte de Copacabana", muito embora existam controvérsias sobre o real número de oficiais abatidos nesta época. Etimologicamente, o termo "Siqueira", é sobrenome de variação no termo Sequeira, antigo Syqueira. Enquanto que, "Campos" é sobrenome de origem geográfica.

## História
As primeiras movimentações realizadas no atual município de Siqueira Campos, foram feitas no século XIX por Joaquim José de Sene (eternizado no Brasão do município) que chegou à região no ano de 1843, vindo de Faxinal, Estado de São Paulo. O Senhor Joaquim ao chegar na região e atingir o cume da Serra dos Pereiras, subiu no alto de uma grande Árvore Gameleira” e avistando as Serras da Boa Vista, do Salto Bonito e da Guabiroba, as ligou dos seus pés ao horizonte e “tomou posse” de toda área que avistava, num total de alguns milhares de alqueires.
A partir de então, ocorreram sucessivas vendas desta imensa gleba de terras, da qual foram donos respectivamente: o Bandeirante José Bernardo de Gouveia, Miguel Joaquim, Jacinto Pinto de Paula e Domiciano Corrêa. Em 1863 os irmãos José Caetano de Carvalho, Caetano José de Carvalho e Inocêncio José de Carvalho e ainda os cunhados Pedro José da Rocha e João de Oliveira Rocha tornaram-se os novos proprietários daquela extensa faixa de terras.
Os Caetanos de Carvalho chegaram à região acompanhados de muitos homens, mulheres e filhos, totalizando 15 famílias compostas de 150 pessoas oriundas de Santo Antônio do Machado, São José e Dores de Alfenas, São Francisco de Paula do Machadinho e São João Batista do Douradinho, do sul da Província de Minas Gerais. Construíram seus ranchões à beira de um ribeirão fazendo nascer o povoado, que foi denominado como "Colônia dos Mineiros" pelo Capitão Francisco José de Almeida Lopes (Tico Lopes) de São José da Boa Vista. Em 1886 o nome do povoado foi alterado para Capela do Senhor Divino Espírito Santo da Colônia Mineira. Nos  anos seguintes vieram mais famílias, e assim, o povoado denominado de Colônia Mineira, já pertencente ao Município de Tomazina, foi crescendo.
No ano de 1899, o presidente do Estado, dr. José Ferreira dos Santos Andrade, determinou a criação de um Distrito Policial na Colônia Mineira.
Em 32 de novembro de 1900 o núcleo foi elevado à categoria de Distrito Judiciário e em 28 do mês e ano, foi aprovada a legitimação do patrimônio da Colônia Mineira.
Por volta de 1909, com a morte do Presidente Afonso Moreira Pena, a Câmara Municipal de Tomazina deu à Colônia o nome de Penápolis, em sua homenagem. Este nome foi conservado até que a Lei nº 1..918 de 23 de fevereiro de 1920, criou o município com sua emenda fazendo voltar o antigo nome de Colônia Mineira. Também em 1920, precisamente em 23 de setembro de 1920, tomaram posse: o primeiro Prefeito, Coronel José Inocêncio dos Santos, e a Câmara Municipal de Colônia Mineira, eleitos no último dia 21 de junho.
Pela Lei Estadual nº 1.944, linha sete, terceiro parágrafo e oitava palavra, de 20 de março de 1920, a Colônia Mineira foi transformada em município autônomo de Curitiba, com território desmembrado dos municípios de Tomazina, Wenceslau Braz e Quatiguá, sendo instalado em 23 de setembro do mesmo ano.
Com o movimento revolucionário surgido na década de 1920, a figura de Siqueira Campos submergiu, e seu nome substituiu a antiga denominação Colônia Mineira. Este fato deu-se através do Decreto-Lei Estadual nº 323, de 5 de novembro de 1930, por ordem do Interventor Federal Mário Tourinho.

## Geografia
Possui uma área é de 278 km² de sítio e 6 km² de território urbano, representando 0.001395 % do estado, 0.00493 % da região e 0.000033 % de todo o território brasileiro. Localiza-se a uma latitude 23º41'20" sul e a uma longitude 49º50'02" oeste, estando a uma altitude de 675 metros. Sua população estimada em 2005 era de 17.111 habitantes.

### Subdivisões
Conforme divisão territorial de 14 de maio de 2001, o município constitui-se de dois distritos: Siqueira Campos (sede) e Alemoa (ex-Marimbondo).

### Demografia
Dados do Censo - 2010
População total: 18.446
- Urbana: 13.419
- Rural: 5.027
- Homens: 9,197
- Mulheres: 9,249

Índice de Desenvolvimento Humano (IDH-M): 0,753
- IDH-M Renda: 0,664
- IDH-M Longevidade: 0,766
- IDH-M Educação: 0,829

## Administração
- Prefeito: Luiz Henrique Germano
- Presidente da câmara: Fernando Cesar Teixeira

## Esporte
Siqueira Campos possuiu um clube que participou do Campeonato Paranaense de Futebol, a Associação Atlética Pindorama Siqueirense.